# Wirtschaftsbrief
Der Begriff Wirtschaftbriefe umschreibt alle – regelmäßig periodisch erscheinenden – Informationsangebote speziell für verantwortliche Personen aus der Wirtschaft. Kennzeichnend ist, dass Experten Fachbeiträge aus ihrem jeweiligen Themengebiet den Generalisten als Kompendium gesammelt anbieten.

## Hintergrund
Insbesondere Unternehmer in kleinen und mittelständischen Betrieben müssen ein breites Spektrum an Fachwissen aufweisen, um das Unternehmen wirtschaftlich steuern und positiv entwickeln zu können.
Da sich in vielen wirtschaftlich relevanten Disziplinen, die auch außerhalb des unternehmerischen Kernbereichs liegen können, zahlreiche relevante Faktoren laufend ändern, ist es oftmals nicht möglich, in allen relevanten Bereichen auf Höhe der Zeit zu bleiben.
Hier setzen nun Wirtschaftsbriefe an. Darin stellen Experten aus ihren jeweiligen Fachgebieten das Wichtigste vorwiegend für Generalisten zusammen. So können Letztere mit überschaubarem Aufwand eine Essenz der für sie bedeutenden Wissensfragmente aufnehmen.

## Formen
Es werden alle gängigen Medien zur Verbreitung genutzt. So gibt es vorwiegend Printausgaben, CD-ROMs, Online-Newsletter und Internetartikel.

## Abgrenzung
Oftmals sind auch sog. Mandantenschreiben oder Kundenbriefe in Aufbau und Struktur ähnlich. In ihrer Ausrichtung zielen diese jedoch nicht auf Unternehmer, sondern auf den Unternehmerkunden ab.